# 14445 Koichi
14445 Koichi eller 1992 UZ3 är en asteroid i huvudbältet som upptäcktes den 26 oktober 1992 av de båda japanska astronomerna Kazuro Watanabe och Kin Endate vid Kitami-observatoriet. Den är uppkallad efter Koichi Nishimura.
Asteroiden har en diameter på ungefär 10 kilometer.